# Corniche de Doha

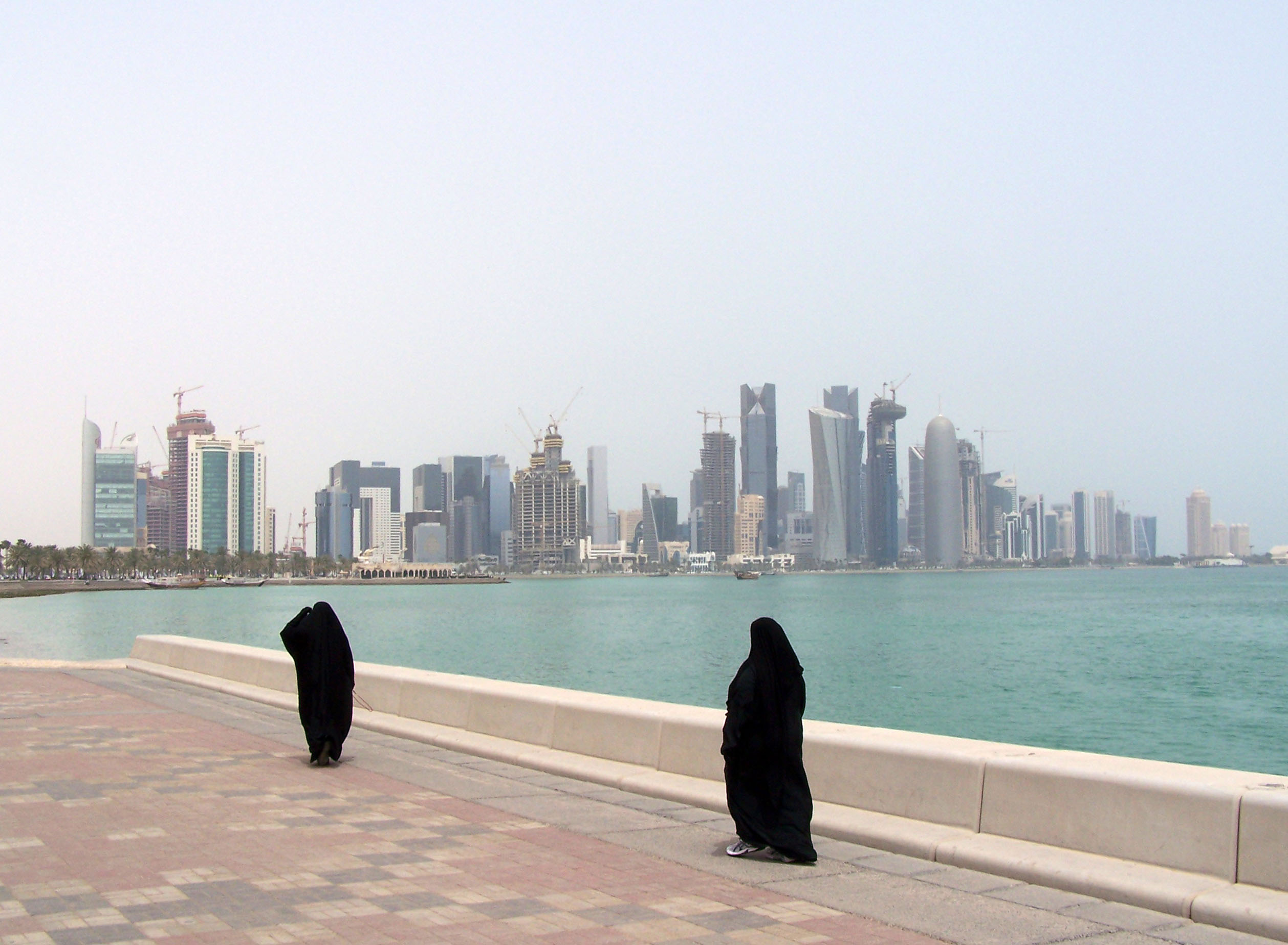
Mujeres caminando en la corniche de Doha con el skyline de la ciudad al fondo.

La corniche de Doha (en árabe: كورنيش الدوحة‎) es un paseo marítimo de siete kilómetros de longitud que se extiende a lo largo de la bahía de Doha en la capital de Catar, Doha. Las celebraciones anuales de fiestas nacionales como el Día Nacional de Catar y el Día Nacional del Deporte se realizan en torno a la corniche de Doha. Es una atracción turística y de ocio popular de Catar, donde uno puede sentarse, tomarse un café y ver a las personas pasar para aprender de su cultura.

## Historia

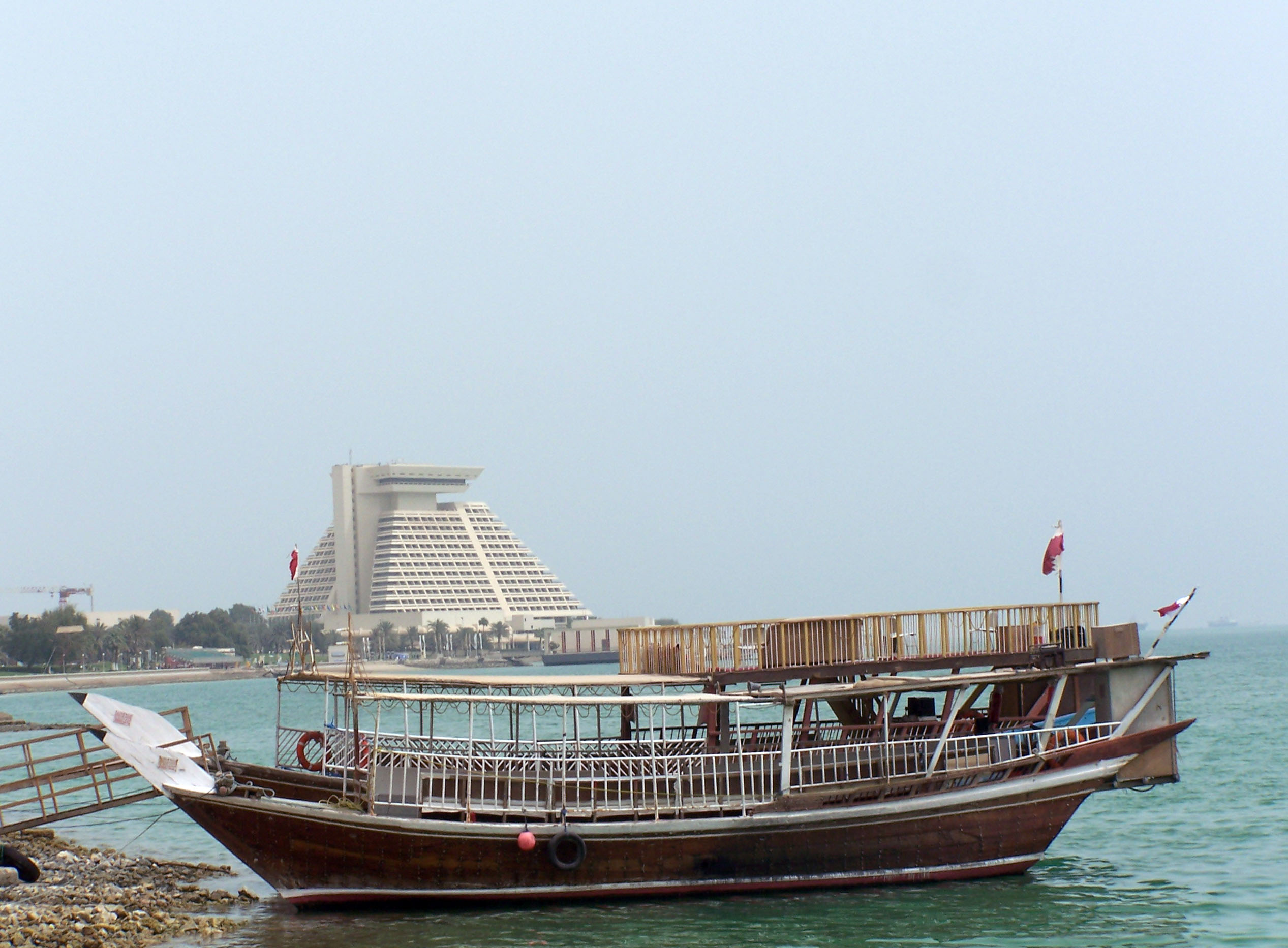
Un barco antiguo con el hotel Sheraton al fondo.

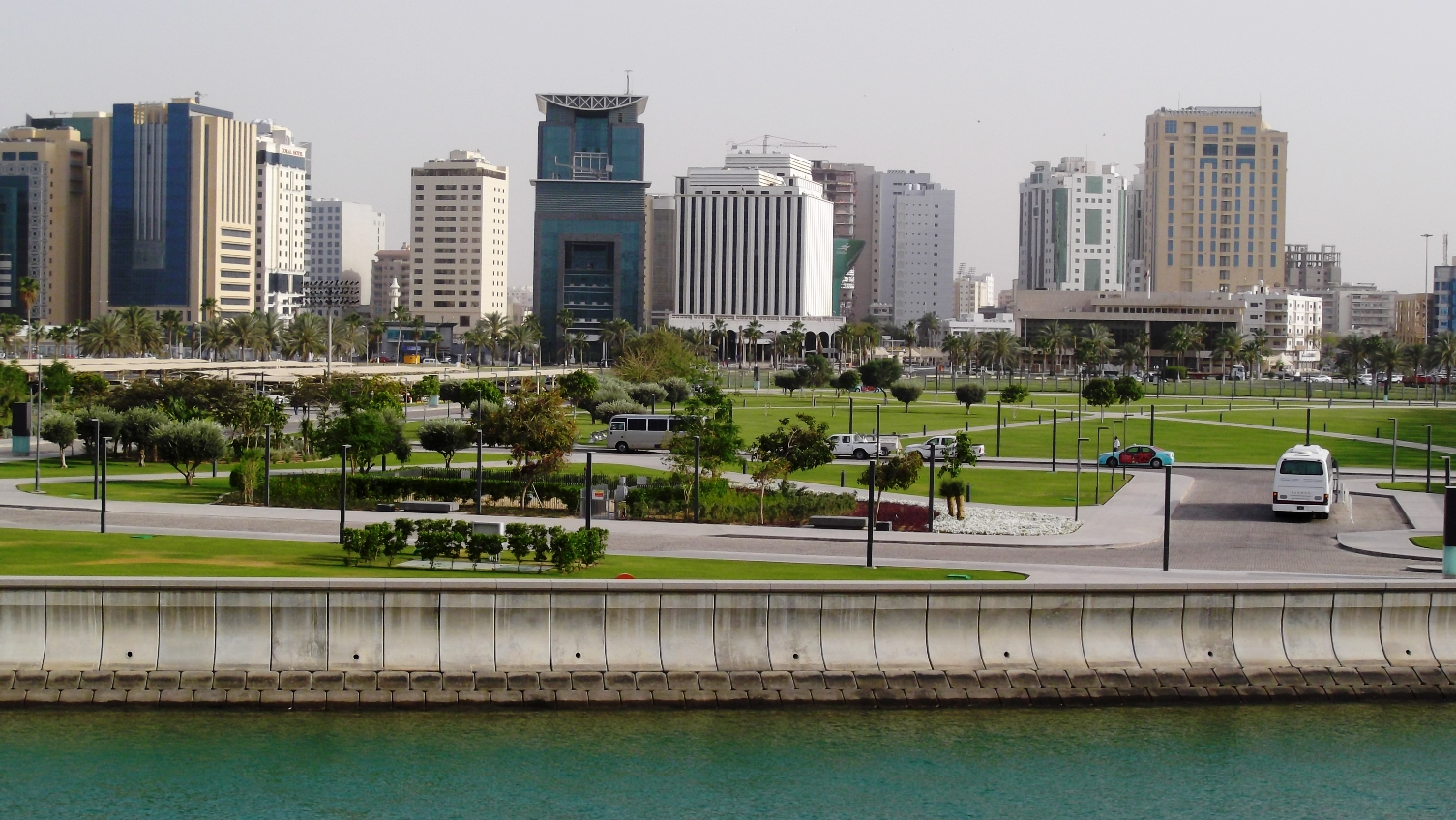
Vista general del paseo marítimo.

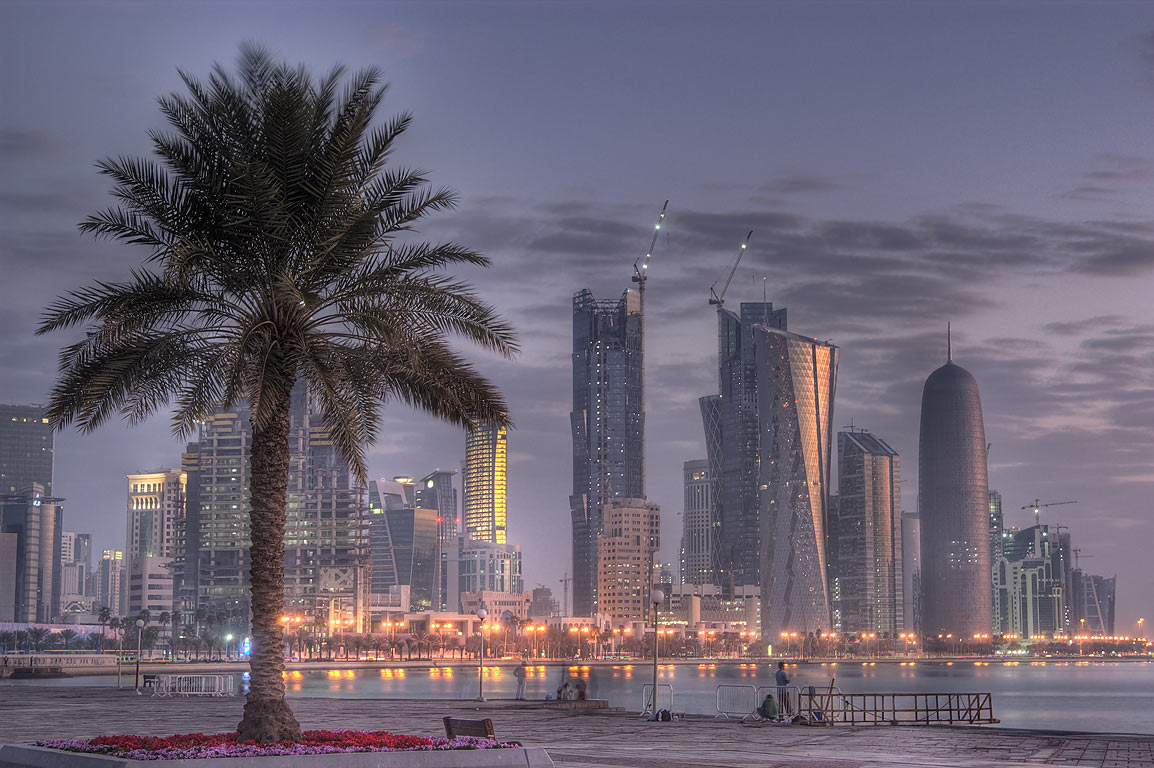
Vista nocturna de la West Bay desde la corniche de Doha.

La corniche era un tramo vacío en el que el único edificio visible era el hotel Sheraton, pero en el siglo xxi ha aumentado la urbanización de la zona y se han construido decenas de rascacielos hacia el norte de la corniche. La urbanización de la zona forma parte del boom económico que ha experimentado el país y del esfuerzo para promover el turismo, que fue facilitado por los Juegos Asiáticos de 2006.
Muchos de los lugares más emblemáticos de Doha se encuentran a lo largo de la corniche, empezando por el Museo de Arte Islámico y terminando en el parque Sheraton, cerca del Sheraton Doha Resort & Convention Hotel, con su característica forma de pirámide.

## Localización
La corniche rodea la bahía de Doha y tiene una longitud de unos siete kilómetros. La corniche tiene tres zonas principales: el parque y paseo marítimo de la corniche, Corniche Street y la zona gubernamental.
El paseo y el parque de la corniche son lugares muy populares para caminar, correr, patinar y realizar otras actividades sociales y de ocio.
Corniche Street es una ruta de gran importancia que conecta el emergente distrito financiero de West Bay con el sur de la ciudad y el Aeropuerto Internacional de Doha. Se creó tras amplios trabajos de dragado realizados a finales de los años setenta y principios de los ochenta, que remodelaron la costa de Doha.
En cuanto a la zona gubernamental, que tiene vistas de la bahía, en ella se encuentran edificios administrativos como el Amiri Diwan.

## Lugares cercanos
- Parque Al Bidda[2]
- Commercialbank Plaza
- Puerto de Doha
- Burj Qatar
- Dubai Towers (Doha)
- Q-Post[6]
- Museo Nacional de Catar
- Teatro Nacional de Catar
- Escultura 7 de Richard Serra
- Museo de Arte Islámico de Doha
- Skyline de la West Bay